# Tawroszowate
Tawroszowate (Carchariidae) – monotypowa rodzina ryb chrzęstnoszkieletowych z rzędu lamnokształtnych (Lamniformes).

## Zasięg występowania
Ciepłe i tropikalne wody oceaniczne.

## Cechy charakterystyczne
Ciało wrzecionowate. Stosunkowo duże szczeliny skrzelowe sięgające do nasady płetwy piersiowej. Brak kila na trzonie ogonowym. 156–183 kręgów. Jajożyworodne.

## Systematyka
Rodzaj zdefiniował w 1810 roku francuski przyrodnik Constantine Samuel Rafinesque w publikacji własnego autorstwa poświęconej nowym rodzajom i gatunkom zwierząt i roślin Sycylii. Gatunkiem typowym jest (oznaczenie monotypowe) tawrosz piaskowy (C. taurus).

### Etymologia
- Carcharias: gr. καρχαρος karkharias ‘gatunek rekina z zębami przypominającymi piłę’[7].
- Triglochis: gr. τρι- tri- ‘trój-’, od τρεις treis, τρια tria ‘trzy’[8]; γλωχίν glōkhin (γλωχις glokhis), γλωχίνος glōkhinos ‘sterczący koniec’[9]. Gatunek typowy (oznaczenie monotypowe): Carcharias taurus Rafinesque, 1810.
- Eugomphodus: gr. ευ eu ‘dobry, ładny, typowy’[10]; γομφος gomphos ‘klin, kołek’[11]; οδους odous, οδοντος odontos ‘ząb’[12]. Gatunek typowy (oznaczenie monotypowe): Carcharias griseus Ayres, 1843 (= Carcharias taurus Rafinesque, 1810).

### Podział systematyczny
Do rodziny należy jeden rodzaj z dwoma gatunkami:
- Carcharias taurus Rafinesque, 1810 – tawrosz piaskowy[14]
- Carcharias tricuspidatus Day, 1878